# Daniel Buren
Daniel Buren (Boulogne-Billancourt, 25 maart 1938) is een Frans internationaal beeldend kunstenaar die vooral bekend is als conceptueel kunstenaar, en soms ook als een abstract minimalist. 

## Biografie
Daniel Buren studeerde in 1960 af aan de École des Métiers d'Art. In 1966 vormde hij samen met Olivier Mosset, Michel Parmentier en Niele Toroni de kunstenaarsgroep BMPT. Zij presenteerden een gezamenlijke expositie op de Biennale de Paris in 1967.
In de jaren zeventig en tachtig exposeerde hij in Europa, Amerika en Japan. In 1986, toen François Mitterrand president werd, bereikte hij als leidend kunstenaar status na een omstreden werk in het Parijse Palais Royal. Datzelfde jaar vertegenwoordigde hij Frankrijk op de Biënnale van Venetië en won daar de befaamde Gouden Leeuw.
Buren werd in 2007 bekroond met de Japanse Praemium Imperiale, door velen vergeleken met een Nobelprijs. Hij was een van de vijf kunstenaars in de shortlist voor het Angel of the Southproject.

## Werk

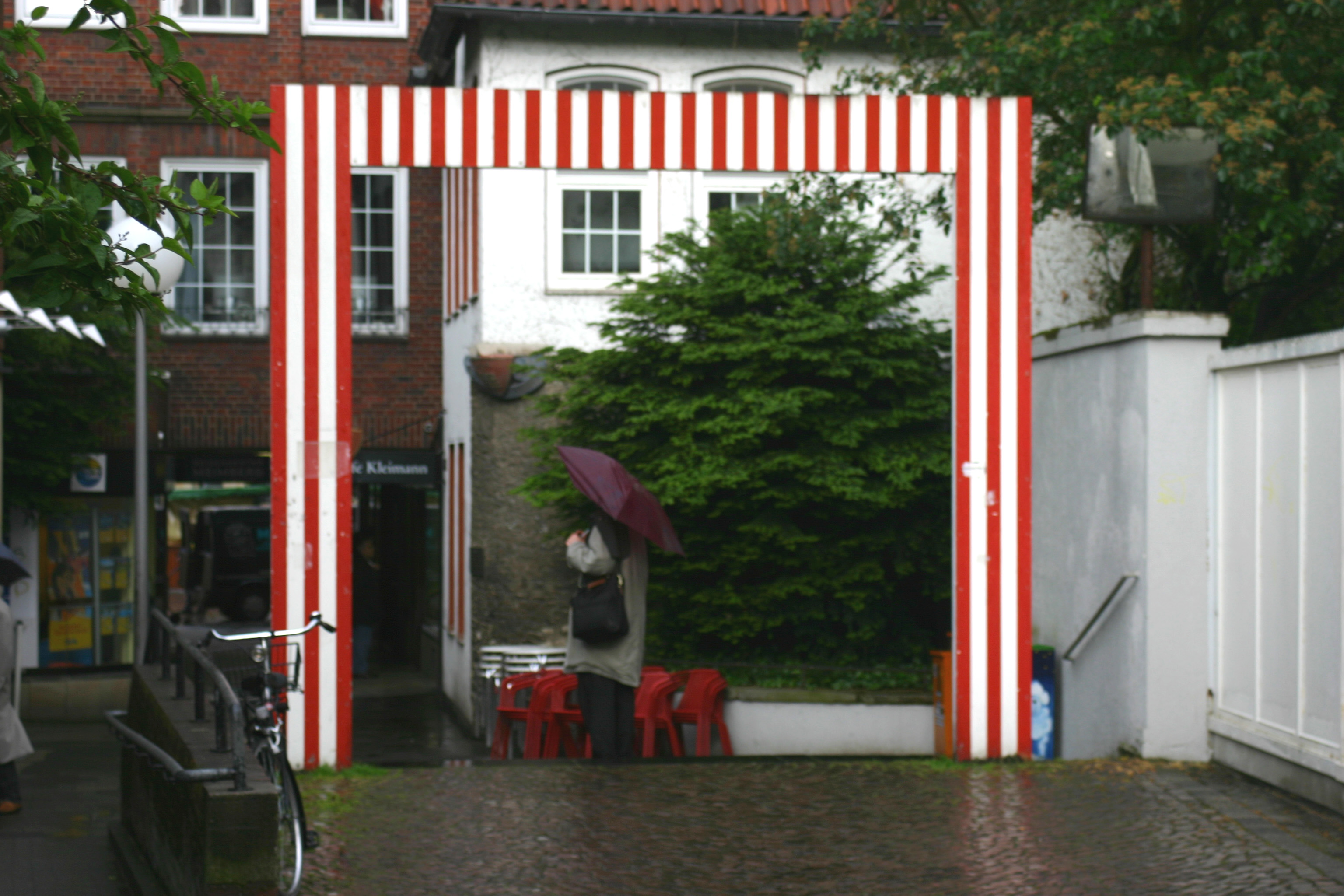
Muenster Tor Projekt, 1987

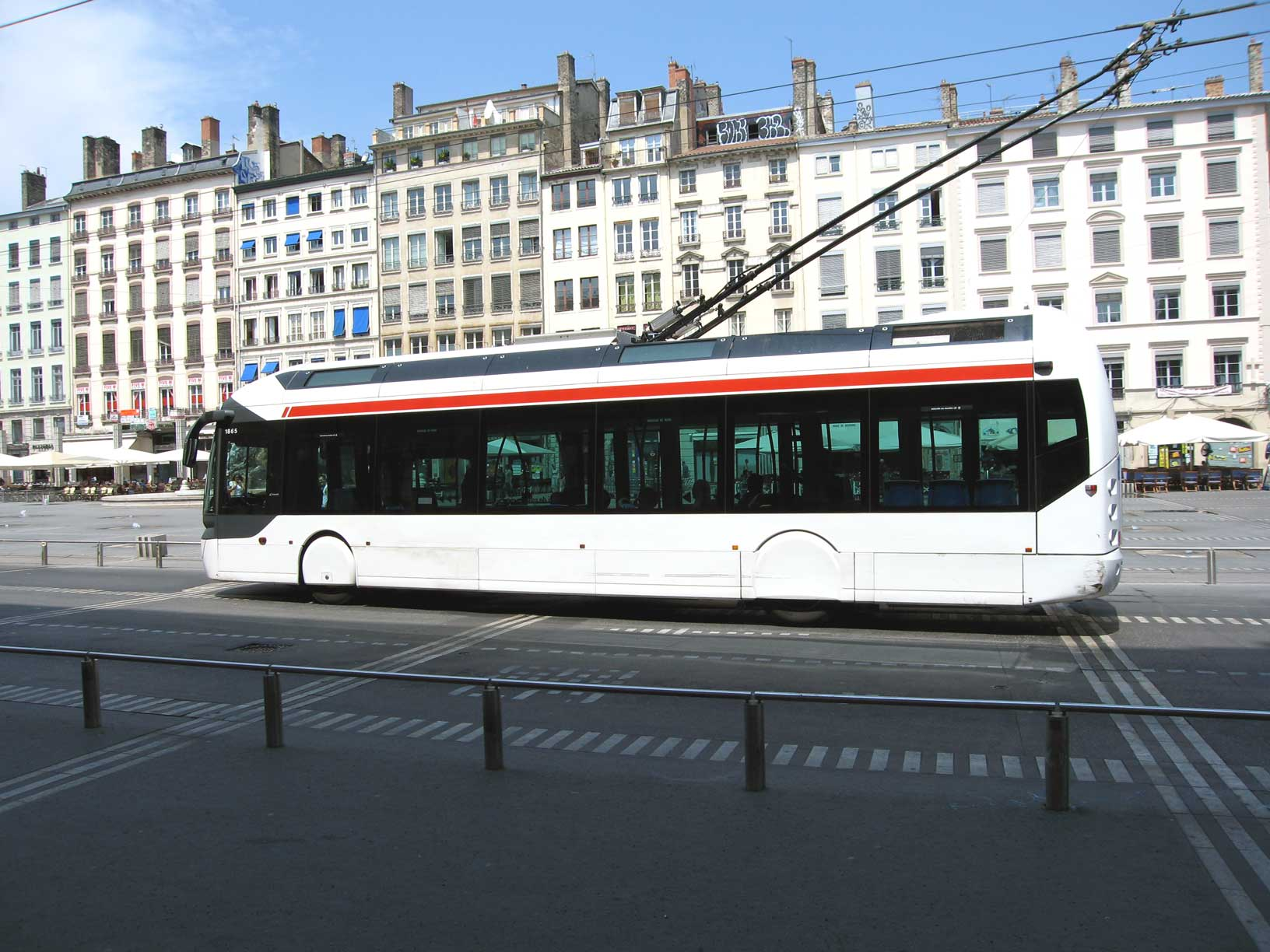
Trolleybus in Lyon, 2006.

Daniel Buren wordt vaak aangeduid als 'de streep – vent' . Zijn strepen worden wereldwijd weergegeven in privéwoningen, openbare gebouwen en musea. Hij begon door de oprichting van honderden gestreepte affiches rond Parijs en later in meer dan 100 metrostations.
Kenmerkend zijn regelmatige, contrasterende grote strepen en de integratie van het visuele oppervlak in een architectonische ruimte, met name in doorgaans historische, baanbrekende architectuur. 
Zijn voornaamste bezorgdheid is de 'plaats van productie', "als een manier van presenteren van kunst" (het proces van' maken 'in plaats van bijvoorbeeld mimesis of niet de vertegenwoordiging van iets, maar het kunstwerk zelf). Het werk als specifieke installatie in site, met een relatie tot haar omgeving.

### Les Deux Plateaux
In 1986 creëerde hij een 3.000 m² beeldhouwwerk in de grote binnenplaats van het Parijse Palais-Royal: "Les Deux Plateaux", meer algemeen bekend als de "Colonnes de Buren". Dit leidde tot een interessant en ook zeer hevig debat over de integratie van hedendaagse kunst in historische gebouwen. 